# Губский, Николай Васильевич
Николай Васильевич Губский (род. 4 сентября 1954, Шаумянский, Ставропольский край) — российский политический деятель. Депутат Государственной Думы третьего созыва (1999—2003).

## Биография
С 1991 по 2001 год занимал руководящие должности в администрации Ставропольского края и в министерстве экономики Ставропольского края; с 2001 г. работал в краевой Думе

### Депутат госдумы
28 мая 2003 года ЦИК передал Губскому мандат депутата ГД.